# Helmstedter Straße 11 (Magdeburg)

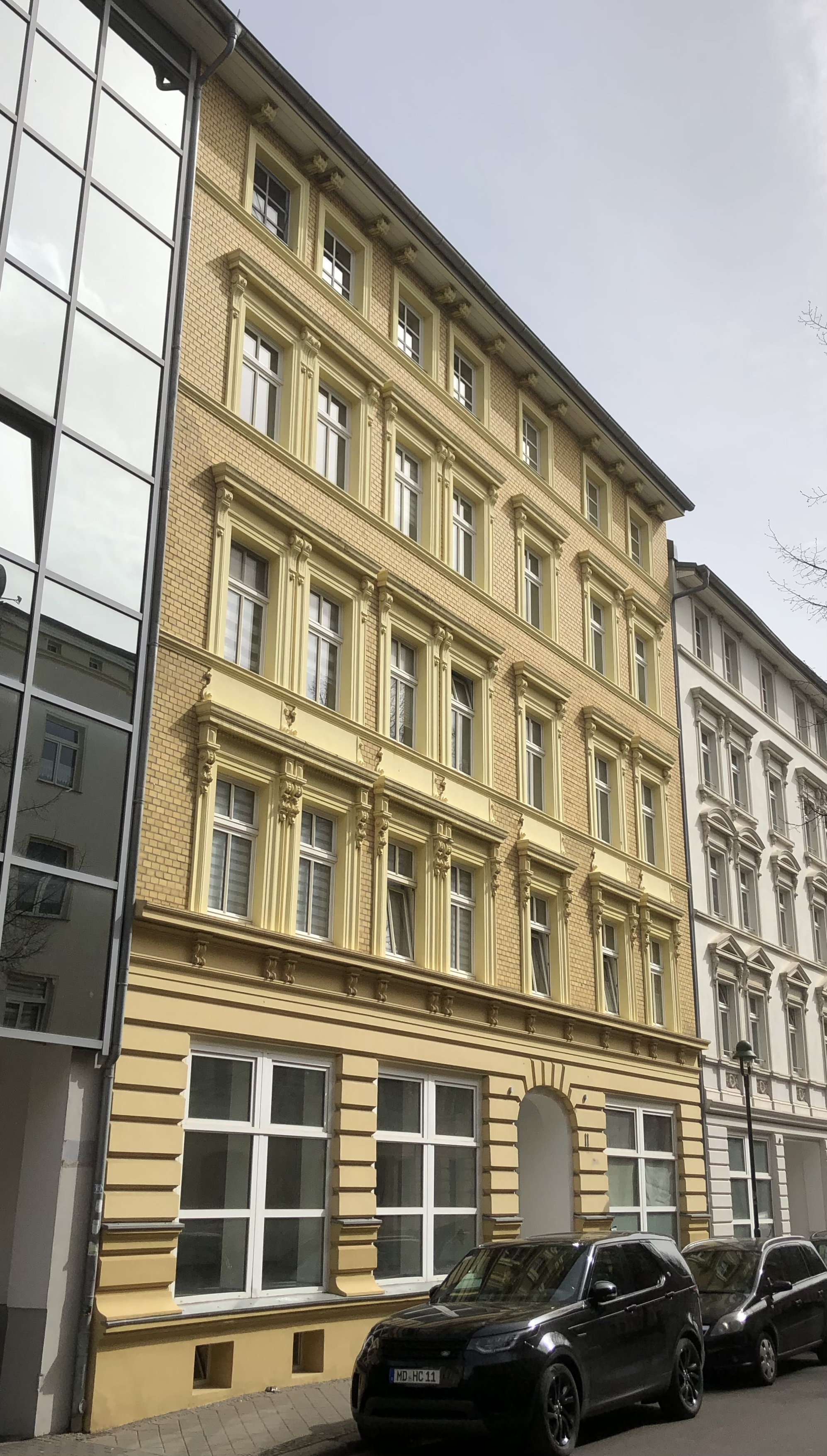
Haus Helmstedter Straße 11 im Jahr 2022

Helmstedter Straße 11 ist ein denkmalgeschütztes Wohnhaus im Magdeburger Stadtteil Sudenburg in Sachsen-Anhalt.

## Lage
Das Gebäude befindet sich auf der Ostseite der Helmstedter Straße und gehört auch zum Denkmalbereich Helmstedter Straße 5–13, 53–55, 57–61. Südlich grenzt das gleichfalls denkmalgeschützte Haus Helmstedter Straße 10, nördlich das Haus Nummer 12 an.

## Architektur und Geschichte
Das viergeschossige verputzte Gebäude wurde in der Zeit um 1870/1880 im Stil der Neorenaissance errichtet. Die siebenachsige Fassade ist im Erdgeschoss rustiziert. In der dritten Achse von rechts befindet sich das in Form eines Rundbogens angelegte Eingangsportal. Oberhalb des Erdgeschosses befindet sich ein profiliertes Gesims. Die Fensteröffnungen der oberen Stockwerke sind mit Stuckornamenten verziert. Das Haus verfügt über ein Mezzaningeschoss.
Im örtlichen Denkmalverzeichnis ist das Wohnhaus unter der Erfassungsnummer 094 82047 als Baudenkmal verzeichnet.
Das Gebäude gilt als Bestandteil der gründerzeitlichen Straßenbebauung als städtebaulich und stadtgeschichtlich bedeutend.